# Alessandro Figà
Alessandro Figà Talamanca (Roma, 25 de mayo de 1938-27 de noviembre de 2023) fue un matemático y académico italiano, conocido por su trabajo en análisis armónico y por su supervisión sobre el sistema universitario italiano.

## Biografía
Estudiante de La Sapienza, la primera universidad de Roma, se mudó en California para terminar sus estudios en UCLA: terminó su doctorado en 1964. Conoció a Serge Lang.
Ocupó puestos en las universidades de Los Ángeles y Boston y en Yale: fue Moore Instructor en el MIT desde 1966, durante dos años; después, Profesor, por la primera vez, en Génova y después en La Sapienza y Roma Tre. Fue proponente y supervisor de la traducción en italiano del libro de Apostol de Cálculo en 1977.

## Publicaciones
A realizado diversas publicaciones en el área de su especialidad:
- Con Claudio Nebbia: Harmonic analysis and representation theory for groups acting on homogeneous trees, Cambridge University Press. 1991. ISBN 0-521-42444-5.
- Con Herz, Carl (1994): "Review: Harmonic analysis and representation theory for groups acting on homogeneous trees, by Alessandro Figà-Talamanca and Claudio Nebbia". Bull. Amer. Math. Soc. (N.S.) 31 (2): 271–274.
- Con Tim Steger: Harmonic analysis for anisotropic random walks on homogeneous trees, Bull. Amer. Math. Soc. (N.S.) (AMS). 1994. ISBN 0-8218-2594-1.